# Miguel Mendizabal
Miguel Mendizabal fue un político peruano. 
En 1881 formó parte de la Asamblea Nacional de Ayacucho convocado por Nicolás de Piérola luego de la Ocupación de Lima durante la Guerra del Pacífico. Este congreso aceptó la renuncia de Piérola al cargo de Dictador que había tomado en 1879 y lo nombró presidente provisorio. Sin embargo, el desarrollo de la guerra generó la pérdida de poder de Piérola por lo que este congreso no tuvo mayor relevancia.
Fue elegido diputado por la provincia de Quispicanchi en el congreso reunido en Arequipa en 1883 por el presidente Lizardo Montero luego de la derrota peruana en la guerra con Chile.